# 1986-os Fiatal Zenészek Eurovíziója
Az 1986-os Fiatal Zenészek Eurovíziója volt a harmadik Fiatal Zenészek Eurovíziója, melyet Dánia fővárosában, Koppenhágában rendeztek meg. A helyszín a Radiohusets Koncertsal volt. Az elődöntőre 1986. május 22-én és 23-án, a döntőre 1986. május 27-én került sor. Az Eurovíziós Dalfesztivállal ellenben itt nem az előző évi győztes rendez, hanem pályázni kell a rendezés jogára. Az 1984-es verseny a holland Isabelle Van Keulen győzelmével zárult, aki hegedű-versenyművét adta elő Genfben.

## A helyszín és a verseny
A verseny pontos helyszíne a Dánia fővárosában, Koppenhágában található Radiohusets Koncertsal volt.
| Dánia Koppenhága |

A résztvevők nagy száma miatt első alkalommal rendeztek a verseny történetében elődöntőt, melyet két részletben bonyolítottak le. Az országok két részletbe való osztása és az elődöntős fellépési sorrend nem ismert.
Először a versenyben két különböző zsűrije volt az elődöntőnek és a döntőnek. Az elődöntőben minden részt vevő országnak volt egy zsűritagja, kivéve Hollandiának, mely két zsűritaggal rendelkezett. Az elődöntőben a belga zsűritag Fud Leclerc volt, aki négyszer képviselte országát az Eurovíziós Dalfesztiválon: 1956-ban, 1958-ban, 1960-ban és 1962-ben.
Meghívott előadóként az előző év győztese, a holland Isabelle van Keulen és az előző év második helyezettje, a finn Olli Mustonen is fellépett.

## A résztvevők
Először vett részt a versenyen Belgium, Írország, Izrael, Jugoszlávia és Olaszország.
Eredetileg Portugália is részt vett volna, de visszalépni kényszerült, mivel nem találtak időben képzett zenészt. Így összesen tizenöt ország indult a megmérettetésen, mely az akkori legnagyobb létszám volt.
A szakmai zsűri az elődöntőből öt országot juttatott tovább a döntőbe, így tíz ország esett ki az első fordulóban. A házigazda Dánia is kiesett az elődöntőben, így először fordult elő, hogy a rendező ország versenyzője nem szerepelt a döntőben.

## Zsűri
| - Franz Wagner - Fud Leclerc - Mogens Andersen - John Manduall - Anna-Karina Bentley - Serge Kaufmann - Ton Hartsuiker - Robbert Jan de Neeve - Jane Carty - Avi Hannani - Seadeta Midžić - Richard Jakoby - Jan Eriksen - Ilio Catani - Michel Dami - Sten Andersson | - Claudio Scimone (Zsűrielnök) - Carole Dawn Reinhart - Georges Dumortier - Poul Birkelund - Sir David Willcocks - Hannu-Ilari Lampila - Teresa Llacuna i Puig - Ton Hartsuiker - Jasna Nemec Novak - Siegfried Palm - Björn Liljeqvist |

## Elődöntő
Az elődöntőt 1986. május 22-én és 23-án rendezték összesen tizenöt ország részvételével. A továbbjutókról a szakmai zsűri döntött. Öt ország jutott tovább a döntőbe.
| # | Ország             | Zenész                | Hangszer | Darab (Szerző)                                                       | Eredmény     |
| - | ------------------ | --------------------- | -------- | -------------------------------------------------------------------- | ------------ |
|   | Ausztria           | Günter Voglmayr       | fuvola   | Concerto for flute in D major, KV 314 (Wolfgang Amadeus Mozart)      | Kiesett      |
|   | Belgium            | Rhonny Ventat         | szaxofon | Concerto for saxophone and orchestra (Franz Constant)                | Kiesett      |
|   | Dánia              | Janne Thomsen         | fuvola   | Concerto for flute and orchestra (Carl Nielsen)                      | Kiesett      |
|   | Egyesült Királyság | Alan Brind            | hegedű   | Concerto for violin (Jean Sibelius)                                  | Továbbjutott |
|   | Finnország         | Jan-Erik Gustafsson   | cselló   | Variations for cello and orchestra (Pjotr Iljics Csajkovszkij)       | Továbbjutott |
|   | Franciaország      | Sandrine Lazarides    | zongora  | Concerto for piano No. 1 in E flat major (Liszt Ferenc)              | Továbbjutott |
|   | Hollandia          | Pauline Oostenrijk    | oboa     | Concerto for oboe in C major, KV 314 (Wolfgang Amadeus Mozart)       | Kiesett      |
|   | Írország           | Seamus Conroy         | hegedű   | Concerto for violin (Pjotr Iljics Csajkovszkij)                      | Kiesett      |
|   | Izrael             | Shira Ravin           | hegedű   | Concerto for violin in E minor, Op. 64 (Felix Mendelssohn Bartholdy) | Kiesett      |
|   | Jugoszlávia        | Aleksandar Madžar     | zongora  | Concerto for piano No. 4, Op. 58 (Ludwig van Beethoven)              | Továbbjutott |
|   | Németország        | Martin Menking        | cselló   | Concerto for cello in E minor, Op. 86 (Edward Elgar)                 | Kiesett      |
|   | Norvégia           | Ellen Margrete Flesjø | cselló   | Concerto for cello in D minor (Édouard Lalo)                         | Kiesett      |
|   | Olaszország        | Carlo Balzaretti      | zongora  | Concerto for piano and orchestra in G major (Maurice Ravel)          | Kiesett      |
|   | Svájc              | Marian Rosenfeld      | zongora  | Concerto for piano in E minor, Op. 11 (Frédéric Chopin)              | Továbbjutott |
|   | Svédország         | Peter Jablonski       | zongora  | Concerto for piano in A minor (Edvard Grieg)                         | Kiesett      |

## Döntő
A döntőt 1986. május 27-én rendezték meg öt ország részvételével. A végső döntést a szakmai zsűri hozta meg.
| #  | Ország             | Zenész              | Hangszer | Darab (Szerző)                                                                                | Helyezés |
| -- | ------------------ | ------------------- | -------- | --------------------------------------------------------------------------------------------- | -------- |
| 01 | Franciaország      | Sandrine Lazarides  | zongora  | Piano Concerto E flat (Liszt Ferenc)                                                          | 1.       |
| 02 | Egyesült Királyság | Alan Brind          | hegedű   | Concerto for violin and orchestra D minor, op.47, 1st movement (Jean Sibelius)                | —        |
| 03 | Jugoszlávia        | Aleksandar Madžar   | zongora  | Piano Concerto n.4 G major, op.58, 2nd and 3rd movements (Ludwig van Beethoven)               | —        |
| 04 | Finnország         | Jan-Erik Gustafsson | cselló   | Variations on a Rococo Theme for Violoncello and Orchestra, op.33 (Pjotr Iljics Csajkovszkij) | 3.       |
| 05 | Svájc              | Marian Rosenfeld    | zongora  | Piano Concerto no.1 E minor, op.11, 2nd and 3rd movements (Frédéric Chopin)                   | 2.       |

## Térkép

A döntő résztvevői
Az elődöntőben kiesett országok

## Közvetítő országok
- Franciaország – France 3
- Portugália – RTP